# Coxwell (Toronto Subway)

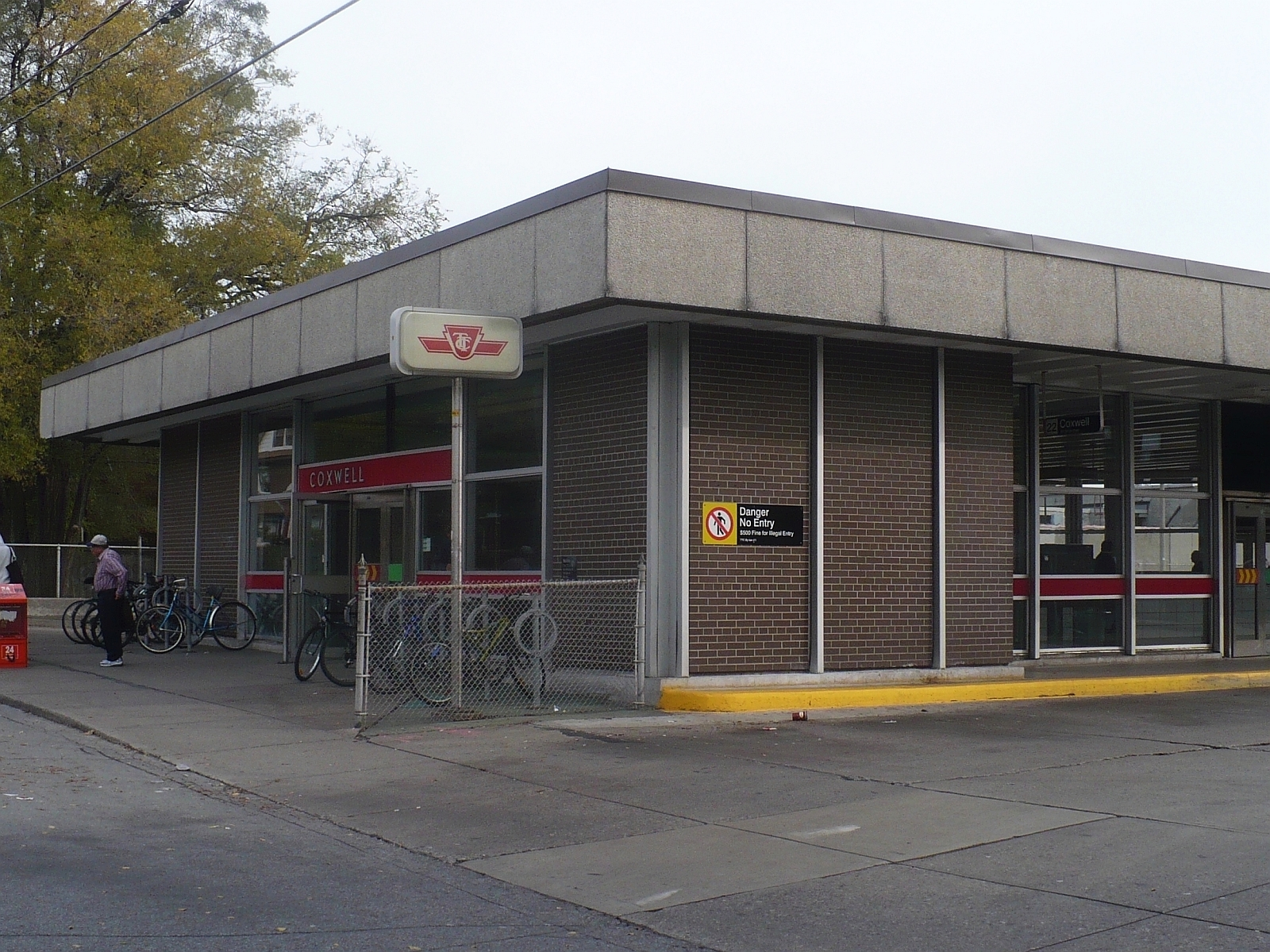
Eingang zur Station Coxwell

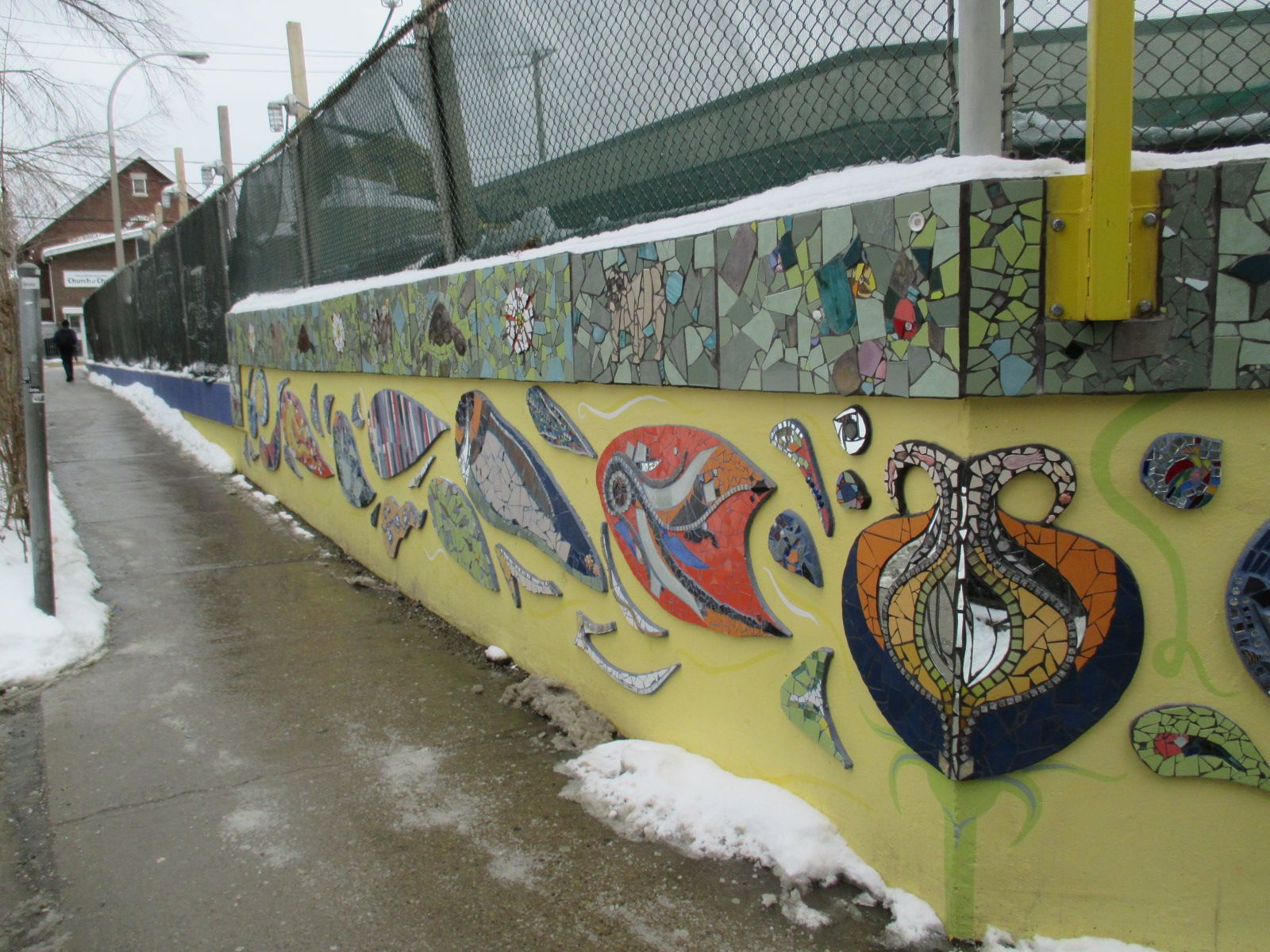
Coxwell Laneway Mosaic Mural

Coxwell ist eine unterirdische U-Bahn-Station in Toronto. Sie liegt an der Bloor-Danforth-Linie der Toronto Subway, an der Kreuzung von Danforth Avenue und Coxwell Avenue. Die Station verfügt über Seitenbahnsteige und wird täglich von durchschnittlich 15.400 Fahrgästen genutzt (2018).
In der Nähe befindet sich das East York Civic Centre, das Rathaus der ehemals eigenständigen Stadt East York. Es bestehen Umsteigemöglichkeiten zu drei Buslinien der Toronto Transit Commission (TTC), wobei der Wendeplatz rund um das Stationsgebäude angeordnet ist. Die Eröffnung der Station erfolgte am 26. Februar 1966, zusammen mit dem Abschnitt Keele – Woodbine.
Von 2015 bis 2017 wurde die Station umfassend renoviert, im Sinne der Barrierefreiheit umgebaut und künstlerisch gestaltet. Seit Oktober 2016 ziert das von einer Künstlergruppe kreierte Mosaik-Wandbild Coxwell Laneway Mosaic Mural die benachbarte Bushaltestelle. Ende 2017 wurde in der Verteilerebene das aus Aluminium und Spiegeln bestehende Wandbild Forwards and Backwards von Jennifer Davis und Jon Sasaki enthüllt. Es stellt einen dreidimensionalen Vorhang dar und ist eine Hommage an jene Angestellten der TTC, die „hinter dem Vorhang“ tätig sind.